# Hemigraphis parva
Hemigraphis parva är en akantusväxtart som beskrevs av Cornelis Eliza Bertus Bremekamp. Hemigraphis parva ingår i släktet Hemigraphis och familjen akantusväxter. Inga underarter finns listade i Catalogue of Life.